# مدرسة كوبنهاغن (اللغويات)
مدرسة كوبنهاجن، رسميًا الدائرة اللغوية في كوبنهاغن (بالفرنسية: دائرة لغة كوبنهاجن)، هي مجموعة من العلماء المكرسين لدراسة اللغويات(اللسانيات). أسسها لويس هيلمسليف (1899–1965) وفيجو بروندال (1887–1942). في منتصف القرن العشرين، كانت مدرسة كوبنهاجن واحدة من أهم مراكز اللغويات الهيكلية مع مدرسة جنيف ومدرسة حلقة براغ. في أواخر القرن العشرين وأوائل القرن الحادي والعشرين، تحولت مدرسة كوبنهاجن من نهج هيكلي بحت إلى علم اللغة إلى أسلوب النظريات الوظيفية لقواعد اللغة، قواعد اللغة الدنماركية الوظيفية، والتي تتضمن مع ذلك العديد من الأفكار من المؤسسين.

## التاريخ
تطورت مدرسة كوبنهاجن للغويات حول لويس هجيلمسليف ونظريته المتطورة في اللغة، علم المصطلحات. بالتعاون مع فيجو بروندال أسس دائرة لغة كوبنهاجن مجموعة من اللغويين على أساس نموذج الدائرة اللغوية في حلقة براغ. داخل الدائرة، كانت أفكار بروندال وهيلمسليف غير متوافقة دائمًا. اجتذب نهج هيلمسليف الأكثر قواعد رسمية مجموعة من المتابعين، من بينهم هانز يورجن أولدال وإيلي فيشر يورجنسن، الذين سيكافحون لتطبيق أفكار هيلمسليف المجردة حول طبيعة اللغة على تحليلات البيانات اللغوية الفعلية.
كان هدف هيلمسليف هو إنشاء إطار لفهم الاتصال كنظام رسمي، وكان جزء مهم من هذا هو تطوير مصطلحات دقيقة لوصف الأجزاء المختلفة من الأنظمة اللغوية وترابطها. تم وضع الإطار النظري الأساسي، المسمى «علم المصطلحات» في العملين الرئيسيين لهيلمسليف: البرولاغينا إلى نظرية اللغة والسيرة الذاتية لنظرية اللغة. ومع ذلك، منذ وفاة هيلمسليف في عام 1965 ترك نظرياته في الغالب على المستوى الآلي، تفرقت المجموعة التي تكونت حول هيلمسليف ونظريته اللغوية - في حين استمرت دائرة كوبنهاجن اللغوية في الوجود، لم تكن في الواقع «مدرسة» توحدها مجموعة مشتركة الرؤى النظرية.
في عام 1989، قامت مجموعة من أعضاء دائرة كوبنهاجن اللغوية، مستوحاة من التقدم في اللغويات المعرفية والنظريات الوظيفية لسيمون سيك، بتأسيس مدرسة القواعد الوظيفية الدنماركية التي تهدف إلى الجمع بين أفكار هيليمسليف وبروندال، وغيرها من الدنماركية الهامة اللغويون مثل بول ديدريكسن وأوتو جسبرسن مع اللغويات الوظيفية الحديثة. من بين الأعضاء البارزين في هذا الجيل الجديد من مدرسة كوبنهاجن للغويات كان بيتر هاردر، إليزابيث إنجلبيرج بيترسن، فرانس جريجرسن، أونا كانجر ومايكل فورتيسكو. العمل الأساسي للمدرسة هو الدنماركية (قواعد اللغة الدنماركية الوظيفية) بواسطة هاردر (2006). تشمل التطورات الأخيرة في المدرسة براغماتية الخطابية الوظيفية أولي ندير جارد تومسن. في المراحل التالية من مدرسة كوبنهاجن سيتم وصفها بأنها 1. المدرسة اللغوية و 2. المدرسة الوظيفية الدنماركية.

## المدرسة اللغوية
شدد براندول على أن الخصائص الرسمية للنظام يجب أن تبقى منفصلة عن مادته. ووفقًا لذلك، قدم هيلمسليف، باعتباره الشخصية الرئيسية لمدرسة كوبنهاجن في ثلاثينيات القرن الماضي، أساسًا لغويًا رسميًا، والذي عرف لاحقًا باسم علم المصطلحات (الازدواجية للعلامة اللغوية). صاغ نظريته اللغوية مع هانز يورجن أولدال كمحاولة لتحليل التعبير (الصوتيات والقواعد) ومعنى اللغة على أساس متماسك. افترض أن اللغة ليست الأداة الوحيدة للاتصال (راجع اتصالات الصم والبكم)، وكان مهتمًا بنظرية عامة لعلامات الاتصال أو السيميائية(علم العلامات) أو السيميولوجية(علم العلامات) .
أكثر من المدارس الأخرى، أشارت مدرسة علم المصطلحات إلى تعاليم فرديناند دو سوسور، على الرغم من أنها كانت في العديد من الجوانب مرتبطة بالتقاليد القديمة. وهكذا، حاولت مرة أخرى الجمع بين المنطق والقواعد. على أي حال، تولى هيلمسليف التفسير النفسي للإشارة اللغوية وبالتالي مدد دراسته للعلامة أبعد من اللغة في حد ذاتها.
الأفكار الرئيسية للمدرسة هي:
- تتكون اللغة من المحتوى والتعبير.
- تتكون اللغة من الخلافة والنظام.
- يرتبط المحتوى والتعبير بالترابط.
- هناك علاقات معينة في الخلافة والنظام.
- لا يوجد مراسلات فردية بين المحتوى والتعبير، ولكن يمكن تقسيم العلامات إلى مكونات أصغر.

حتى أكثر من سوسير، كلية كوبنهاجن مهتمة اللغة والكلام بدلا من الإفراج المشروط (اللغة والكلام) . تمثل في شكل نقي فكرة أن اللغة هي شكل وليس مادة. درس النظام العلائقي داخل اللغة على مستوى أعلى من التجريد.

## المدرسة الوظيفية الدنماركية
تم تطوير المدرسة الدنماركية للغويات الوظيفية في محاولة للجمع بين نظريات وظيفية لقواعد اللغة الحديثة واللغويات المعرفية مع أفضل الأفكار والمفاهيم في المدرسة البنيوية السابقة. مثل هيلمسليف وسوسير، تصر المدرسة على التقسيم الهيكلي الأساسي للاتصال في طائرات المحتوى والتعبير. مثل سيمون ديك وعلماء اللغة الوظيفية، يصر المختصون الوظيفيون الدنماركيون أيضًا على أن اللغة هي في الأساس وسيلة اتصال بين البشر ويتم فهمها وتحليلها بشكل أفضل من خلال وظيفتها التواصلية. عند تحليل التعبيرات اللغوية، يتم تحليل مستويات المحتوى والتعبير بشكل منفصل، حيث يتم تحليل مستوى التعبير من خلال الطرق الهيكلية التقليدية ويتم تحليل مستوى المحتوى في الغالب من خلال طرق من علم المعاني (اللسانيات ) تداوليات. ومع ذلك، فمن المفترض أن الهياكل على مستوى التعبير تعكس الهياكل على مستوى المحتوى. ويمكن رؤية ذلك في التوازي بين هيكل الجمل الدنماركية كما هو موضح في النموذج النحوي الهيكلي لبول ديديريشسن الذي يقسم التصريحات إلى ثلاثة مجالات أساسية: حقل التأسيس وحقل الرابطة وحقل المحتوى؛ والبنية البراغماتية للتلفظ الذي غالبًا ما يستخدم مجال التأسيس للوظائف البراغماتية في الخطاب، والحقل المترابط للوظائف الوهمية وحقل المحتوى للرسالة اللغوية. يفترض الفنيون الدنماركيون أن الكلام لا يتم تحليله من الوحدات الدنيا وما فوق، بل من الوحدات القصوى والأسفل، لأن المتحدثين يبدأون في بناء الكلمات من خلال اختيار ما يقولونه في موقف معين، ثم باختيار الكلمات استخدم وأخيراً بناء الجملة عن طريق الأصوات.
ويرد أدناه مثال لتحليل مخطط له في تحليل العبارة «لم يقرأ أي شخص الكتاب منذ فترة». تتكون طائرة التعبير من «الكتاب» وهي عبارة اسمية مع محدد، وفعل محدود مع ظرف سلبي «لم»، وعبارة لفظية سلبية «تمت قراءتها» مع وكيل «من قبل أي شخص» ووقت ظرف «لفترة». على مستوى المحتوى، «للكتاب» وظيفة موضوع الكلام، الذي تدور حوله الجملة والذي يربطه بالخطاب الأوسع، وظيفة «لا» هي تحديد القوة الخاطئة للملفظ الإعلاني، والمسند هو الرسالة «لم يقرأها أي شخص لفترة» والتي من المفترض أن يتم توصيلها.
| الكلام: | الكتاب                 | لا                                      | تم قراءتها من قبل أي شخص لفترة من الوقت.                                |
| ------- | ---------------------- | --------------------------------------- | ----------------------------------------------------------------------- |
| التعبير | المقرر / نون           | الرابطة: الفعل اللازم / المضارع / النفي | الفعل السلبي / الوكيل / الوقت ظرف                                       |
| المحتوى | موضوع - معلومات معروفة | القوة التحريفية التصريحية               | المسند: للقراءة / المحدد: من قبل أي شخص / الإطار الزمني: لفترة من الوقت |

## فهرس
- Harder, Peter (2006): “Funktionel lingvistik — eksemplificeret ved dansk funktionel lingvistik”. NyS 34/35. 92-130. (Multivers. Det akademiske Forlag.)
- Harder, Peter. Dansk funktionel Lingvistik: en Introduktion. باللغة الدنماركية
- Seuren, Pieter A. M. (1998) Western linguistics: an historical introduction. Wiley-Blackwell.
- Engberg-Pedersen, Elisabeth; Michael Fortescue; بيتر هاردر; Lars Heltoft; Lisbeth Falster Jakobsen (eds.). (1996) Content, expression and structure: studies in Danish functional grammar. John Benjamins Publishing Company.
- Harder, Peter. (1996) Functional Semantics: A Theory of Meaning, Structure and Tense in English. (Trends in Linguistics: Studies and Monographs 87). Berlin/New York: Mouton de Gruyter.